# Europejskie Igrzyska Halowe w Lekkoatletyce 1967 – pchnięcie kulą kobiet
Pchnięcie kulą kobiet – jedna z konkurencji technicznych rozgrywanych podczas lekkoatletycznych europejskich igrzysk halowych w hali Sportovní hala w Pradze. Rozegrano od razu finał 12 marca 1967. Zwyciężyła reprezentantka Związku Radzieckiego Nadieżda Cziżowa. Tytułu zdobytego na poprzednich igrzyskach nie broniła Margitta Gummel z Niemieckiej Republiki Demokratycznej.

## Rezultaty

### Finał
Rozegrano od razu finał, w którym wzięło udział 7 miotaczek.
Opracowano na podstawie materiału źródłowego.
| Poz. | Zawodniczka       | Reprezentacja  | Próby | Próby | Próby | Próby | Próby | Próby | Wynik |
| Poz. | Zawodniczka       | Reprezentacja  | 1     | 2     | 3     | 4     | 5     | 6     | Wynik |
| ---- | ----------------- | -------------- | ----- | ----- | ----- | ----- | ----- | ----- | ----- |
| 01 ! | Nadieżda Cziżowa  | ZSRR           | 17,44 | 17,26 | 16,89 | 16,89 | 16,85 | x     | 17,44 |
| 02 ! | Iwanka Christowa  | Bułgaria       | 16,28 | 16,05 | 15,31 | 14,91 | 16,55 | 15,80 | 16,55 |
| 03 ! | Maria Czorbowa    | Bułgaria       | 16,00 | 15,45 | 15,72 | 16,23 | 15,83 | x     | 16,23 |
| 4.   | Galina Zybina     | ZSRR           | 15,37 | 15,80 | 16,13 | 15,28 | 16,11 | 15,96 | 16,13 |
| 5.   | Els van Noorduyn  | Holandia       | 13,83 | 13,93 | 14,48 | 15,02 | 15,28 | x     | 15,28 |
| 6.   | Ludmila Duchoňová | Czechosłowacja | 14,52 | 14,73 | 14,99 | 15,06 | x     | 14,73 | 15,06 |
| 7.   | Milada Hebrová    | Czechosłowacja | 13,09 | 13,12 | 13,11 | –     | –     | –     | 13,12 |